# Neu!
Neu! (Стилизовано как NEU!, с нем. — «Новый!/Новинка!», произносится: Ной!) — немецкая Краут-рок-группа из Дюссельдорфа, созданная в 1971 году Клаусом Дингером и Михаэлем Ротером после их ухода из Kraftwerk. Альбомы группы были спродюсированы Конни Планком, который считался «скрытым участником» группы. В своем первоначальном воплощении они выпустили три альбома — Neu! (1972 год), Neu! 2 (1973 год) и Neu! '75 (1975 год) — до расформирования в 1975 году. Они ненадолго воссоединились в середине 1980-х годов.
Хотя Neu! за время своего существования имела минимальный коммерческий успех, в ретроспективе группа считается центральным элементом западногерманского направления краут-рок 1970-х годов. Они известны тем, что стали пионерами минималистского ритма «моторик» 4
4, ассоциирующегося с исполнителями краут-рока. Их творчество оказало широкое влияние на такие жанры, как электроника и панк-рок.

## История

### 1970—1971: Предыстория
Группа Neu! была образована в 1971 году в Дюссельдорфе как ответвление от раннего состава другой краут-рок-группы Kraftwerk, чьи ранние работы также были спродюсированы Конни Планком. Барабанщик Клаус Дингер присоединился к Kraftwerk в середине сессий над их одноимённым дебютным альбомом. Гитарист Михаэль Ротер был затем принят в состав Kraftwerk по завершении работы над альбомом. Ротер играл в местной группе под названием The Spirits of Sound, в состав которой также входил барабанщик Вольфганг Флюр, присоединившийся к Kraftwerk два года спустя.
Один из создателей Kraftwerk Ральф Хюттер в этот момент покинул группу, чтобы завершить учёбу, и в течение шести месяцев Kraftwerk состоял из трио Ротера, Дингера и Флориана Шнайдера. Этот состав время от времени давал концерты и выступал в прямом эфире в немецкой телепрограмме Beat-Club. Сессии записи в студии Конни Планка Windrose были неудачными (позже Ротер объяснил неудачу «разницей в темпераменте»). Дингер и Ротер расстались со Шнайдером и основали Neu! с Планком. Хюттер присоединился к Шнайдеру, и пара продолжила запись второго альбома Kraftwerk также с Планком.

### 1971—1975
Название группы Neu! (с нем. — «Новый!/Новинка!»), по словам Дингера, было вдохновлено распространённостью в то время рекламного бизнеса в Дюссельдорфе, который назвал его «самым сильным словом в рекламе» и даже сам для проформы владел рекламным агентством с целью бронирования студий. Одноимённый первый альбом группы разошёлся тиражом всего в 30 000 экземпляров, но сегодня многие считают его шедевром, в том числе такие влиятельные исполнители, как Дэвид Боуи, Брайан Ино, Игги Поп и Том Йорк из Radiohead. В него вошли эталонные треки с битом «моторик» — «Hallogallo» и «Negativland» (группа Negativland взяла своё название от этого трека), а также причудливые «песни», такие как «Sonderangebot».
Второй альбом Neu! 2 содержит некоторые из самых ранних примеров музыкальных ремиксов. Дуэт, обеспокоенный необходимостью записать ещё один альбом, решил расширить свои горизонты, купив несколько новых инструментов. На деньги, оставшиеся в качестве аванса от звукозаписывающей компании, они смогли записать только половину материала. Компания не захотела увеличивать аванс, потому что первый альбом недостаточно хорошо продавался, и лейбл не видел причин для дальнейшего финансирования материала, выпуск которого, скорее всего, обернулся бы провалом. Чтобы восполнить недостаток новых идей, группа заполнила вторую сторону изменёнными версиями своего уже выпущенного сингла «Super» / «Neuschnee», воспроизводя каждую песню на разной скорости, расстраивая магнитофон или ставя пластинку на проигрывателе не по центру. Записи «Super 16» и «Super 78» (замедленная и ускоренная версии протопанк-песни «Super» соответственно) невольно стали лейтмотивами к культовой классике боевых искусств «Повелитель летающей гильотины» 1976 года от Джимми Вана Юя. Позже Квентин Тарантино сослался на этот фильм в «Убить Билла. Фильм 1», также включив в него трек «Super 16».
Дингер и Ротер были очень разными, когда их предоставляли самим себе, и это привело к тому, что их последний альбом 1970-х годов Neu! '75 стал двумя сольными полуальбомами. На первой стороне были более эмбиентные работы Ротера, которые были похожи на первый альбом, хотя и более ориентированы на клавишные. Вторая сторона (в частности, песня «Hero») была признана как оказавшая значительное влияние многими более поздними участниками панк-рок-сцены Великобритании, с насмешливым, едва разборчивым вокалом Дингера, проникающим сквозь искажённый ритм «моторик» с агрессивными одиночными аккордами гитары.
Для помощи в записи альбома (и, что более важно, вживую) были привлечены Ганс Лампе и брат Клауса Томас Дингер, которые помогли дуэту записать больше музыкального материала. С момента своего выхода и, возможно, по сей день, Neu! '75 является самой разнообразной пластинкой, доступной на краут-рок-сцене. Хотя это можно рассматривать как положительный момент, различия в музыкальных взглядах, а также личные проблемы, не только отдалии дуэт Дингер/Ротер друг от друга, но и оставили их и без того небольшой фанатской базы.
После выхода Neu! '75 группа распалась.

### 1985—1986
С 1985 по 1986 год Дингер и Ротер предпринимали попытку возродить Neu!, однако воссоединение продлилось недолго. В музыке появилось больше синтезаторного звука и элементов стиля нью-вейв. Записанный в этот период материал вышел только в 1995 году в альбоме Neu! 4.
В 1987 году умирает Конни Планк.

### 2001
В 2001 году Ротер и Дингер снова сотрудничали в студии, переиздав дискографию группы с применением цифрового ремастеринга. Альбомы, ранее выходившие только на виниле, были переизданы на компакт-дисках и пластинках в том же году на нью-йоркском лейбле Astralwerks и на лейбле Герберта Грёнемайера Grönland Records.

## Музыка
Композиции группы, большей частью инструментальные, насыщены импровизациями, электронными эффектами и обработанным звуком, что ставит Neu! на один уровень с немецкими экспериментальными группами того времени, такими как Kraftwerk и Can. В ритмической основе большой части музыки Neu! присутствует пульсирующий бит «моторик», характерный для группы, проектов Конни Планка и некоторых других композиций краут-рока. Одной из самых известных композиций группы является «Hallogallo».
Спустя годы после распада, многие известные музыканты называли Neu! в числе наиболее повлиявших на них музыкальных явлений. Однако коммерческий успех был очень сдержанным, как и у многих других групп, игравших краут-рок.
Композиции группы постоянно появлялись в различных музыкальных программах, например, в радиопередаче Джона Пила и в саундтреке к фильму Квентина Тарантино «Убить Билла».

## Состав

### Основные участники группы
- Клаус Дингер (нем. Klaus Dinger) — вокал, ударные, гитары, клавишные, кото, перкуссия (умер в 2008 году)
- Михаэль Ротер (нем. Michael Rother) — гитары, бас-гитара, клавишные и вокал
- Конни Планк (нем. Conny Plank) — продюсер и звукоинженер

### Сотрудничавшие с группой
- Томас Дингер (нем. Thomas Dinger) — 1975 год, ударные
- Эберхард Кранеманн (нем. Eberhard Kranemann) — 1972 год, бас-гитара, слайд-гитара
- Ганс Лампе (нем. Hans Lampe) — 1975 год, ударные
- Ули Трепте (нем. Uli Trepte) — 1972 год, бас-гитара (умер в 2009 году)

## Дискография
- Neu! — 1972 год
- Neu! 2 — 1973 год
- Neu! '75 — 1975 год
- Neu! 4 (материал, записанный в 1985—1986 годах) — 1995 год
- Neu! '72 Live! (запись с репетиции) — 1996 год

## Фрагмент из композиции
- 30 секунд из композиции «Hallogallo», первой композиции из дебютного альбома Neu! 1972 года (650 Кбайт, 160 кбит/с, файл в формате OGG)